# 在日スロベニア人
在日スロベニア人（ざいにちスロベニアじん）は、日本に一定期間在住するスロベニア国籍の人々である。

## 統計
日本の法務省の在留外国人統計によると、2018年6月末時点で在日スロベニア人は95人である。
在留資格別（3位まで）
| 順位 | 在留資格                 | 人数 |
| ---- | ------------------------ | ---- |
| 1    | 永住者                   | 23   |
| 2    | 留学                     | 20   |
| 3    | 技術・人文知識・国際業務 | 12   |
| 3    | 興行                     | 12   |

都道府県別（3位まで）
| 順位 | 都道府県 | 人数 |
| ---- | -------- | ---- |
| 1    | 東京     | 27   |
| 2    | 埼玉     | 12   |
| 3    | 茨城     | 9    |

## 著名人
- アミール・カーリッチ
- クレメン・ラフリッチ
- ズラタン・リュビヤンキッチ
- ミリヴォイェ・ノヴァコヴィッチ
- ネイツ・ペチュニク
- ミロシュ・ルス
- ズデンコ・ベルデニック